# Josef Keck
Josef Keck (ur. 8 sierpnia 1950 w Bad Oberdorf, zm. 11 maja 2010 w Vogtareuth) – niemiecki biathlonista reprezentujący RFN. W 1974 roku wystąpił na mistrzostwach świata w Mińsku, gdzie zajął 25. miejsce w biegu indywidualnym, 24. miejsce w sprincie i szóste w sztafecie. Na rozgrywanych rok później mistrzostwach świata w Anterselvie był dziewiętnasty w biegu indywidualnym i sprincie, a w sztafecie zajął ósme miejsce. Zajął też 33. miejsce w sprincie podczas mistrzostw świata w Anterselvie w rok później. Brał również udział w igrzyskach olimpijskich w Innsbrucku w 1976 roku, plasując się na czwartej pozycji w sztafecie. Nigdy nie wystartował w zawodach Pucharu Świata.

## Osiągnięcia

### Igrzyska olimpijskie
| Rok  | Miejscowość | Konkurencje | Konkurencje | Konkurencje | Konkurencje | Konkurencje | Konkurencje | Konkurencje |
| Rok  | Miejscowość | IN          | SP          | PU          | MS          | RL          | MR          | SR          |
| ---- | ----------- | ----------- | ----------- | ----------- | ----------- | ----------- | ----------- | ----------- |
| 1976 | Innsbruck   | –           | nd.         | nd.         | nd.         | 4.          | nd.         | –           |

### Mistrzostwa świata
| Rok  | Miejscowość | Konkurencje | Konkurencje | Konkurencje | Konkurencje | Konkurencje | Konkurencje | Konkurencje |
| Rok  | Miejscowość | IN          | SP          | PU          | MS          | RL          | MR          | SR          |
| ---- | ----------- | ----------- | ----------- | ----------- | ----------- | ----------- | ----------- | ----------- |
| 1974 | Mińsk       | 25.         | 24.         | nd.         | nd.         | 6.          | nd.         | –           |
| 1975 | Anterselva  | 19.         | 19.         | nd.         | nd.         | 8.          | nd.         | –           |
| 1976 | Anterselva  | nd.         | 33.         | nd.         | nd.         | nd.         | nd.         | –           |